# 연가 (노래)
연가 또는 러브송(love song), 사랑의 노래, 사랑 노래는 낭만적인 사랑, 사랑에 빠지는 것, 이별 후의 가슴 아픈 일, 그리고 이러한 경험이 가져다주는 감정을 담은 노래이다. 연가는 다양한 음악 장르에서 찾을 수 있다.

## 역사
연가는 수 세기 동안 존재해왔기에 대부분의 사회의 역사와 문화에서 볼 수 있지만, 그 편재성은 현대적인 현상이다.
알려진 가장 오래된 연가는 메소포타미아의 아슈르바니팔 도서관에서 발견된 슈신의 사랑 노래이다. 이는 낭만적이고 에로틱한 사랑에 관한 것이었다. 슈신의 사랑 노래가 발견되기 전에는 성경에 나오는 솔로몬의 아가가 가장 오래된 연가로 여겨졌다.

## 같이 보기
- 발라드 (대중 음악)